# Markell Johnson
Isaiah Michael Blackmon (Cleveland, Ohio; 25 de agosto de 1998) es un baloncestista estadounidense que pertenece a la plantilla del Bnei Herzliya de la Ligat ha'Al israelí. Con 1,85 metros de estatura, juega en la posición de base.

## Trayectoria deportiva

### Universidad
Jugó cuatro temporadas con los Wolfpack de la Universidad Estatal de Carolina del Norte, en las que promedió 9,7 puntos, 3,0 rebotes, 5,1 asistencias y 1,4 robos de balón por partido. Fue incluido en su última temporada en el segundo mejor quinteto de la Atlantic Coast Conference. Ese año además lideró la conferencia en asistencias por partido, con 6,8.

#### Estadísticas
| Año     | Equipo   | PJ  | PT | MPP  | %TC  | %3P  | %TL  | RPP | APP | ROB | TPP | PPP  |
| ------- | -------- | --- | -- | ---- | ---- | ---- | ---- | --- | --- | --- | --- | ---- |
| 2016–17 | NC State | 30  | 3  | 20.4 | .377 | .250 | .577 | 1.6 | 2.3 | .9  | .3  | 4.0  |
| 2017–18 | NC State | 26  | 24 | 29.1 | .460 | .409 | .609 | 3.4 | 7.3 | 1.7 | .2  | 8.9  |
| 2018–19 | NC State | 33  | 30 | 25.3 | .488 | .422 | .747 | 2.6 | 4.2 | 1.1 | .2  | 12.6 |
| 2019–20 | NC State | 31  | 30 | 34.1 | .405 | .267 | .606 | 4.4 | 6.8 | 1.9 | .3  | 12.8 |
| Total   | Total    | 120 | 87 | 27.2 | .437 | .344 | .646 | 3.0 | 5.1 | 1.4 | .3  | 9.7  |

### Profesional
El 6 de agosto de 2020 firmó su primer contrato profesional por dos temporadas con el Beşiktaş Sompo Japan de la BSL turca.
En octubre de 2021 fichó por Pieno žvaigždės Pasvalys de la Liga de Baloncesto de Lituania.
El 5 de julio de 2022, firmó con el MHP Riesen Ludwigsburg de la Basketball Bundesliga (BBL). El 23 de agosto de 2022, su club lo dejó en libertad, ya que no pasó los exámenes médicos.
El 19 de noviembre de 2022, firmó con el BC Astana de la Liga Nacional de Kazajistán. El 20 de julio de 2023 renovó contrato con el equipo kazajo, y el 7 de julio de 2024 hizo lo propio por una temporada más. Sin embargo, 4 de noviembre dejó el equipo.
El 13 de noviembre de 2024 fichó por los Shenzhen Leopards de la Chinese Basketball Association.
El 1 de abril de 2025 fichó por el Bnei Herzliya de la Ligat ha'Al israelí.